# 제49회 영국 아카데미 영화상
제49회 영국 아카데미 영화상은 1995년의 최고의 영화를 기리기 위해 1996년 4월 23일에 열린 시상식이다. 드루리 레인 왕립극장에서 개최되었다.

## 수상

### 작품상
- 센스 센서빌리티 - 린제이 도런 수상

### 알렉산더 코다 상
- 조지 왕의 광기 - 스티븐 에반스 수상

### 데이빗 린 상
- 일 포스티노 - 마이클 래드포드 수상

### 남우주연상
- 조지 왕의 광기 - 나이젤 호손 수상

### 여우주연상
- 센스 센서빌리티 - 엠마 톰슨 수상

### 남우조연상
- 롭 로이 - 팀 로스 수상

### 여우조연상
- 센스 센서빌리티 - 케이트 윈슬렛 수상

### 각본상
- 유주얼 서스펙트 - 크리스토퍼 맥쿼리 수상

### 각색상
- 트레인스포팅 - 존 호지 수상

### 편집상
- 유주얼 서스펙트 - 존 오트만 수상

### 촬영상
- 브레이브하트 - 존 톨 수상

### 음향상
- 브레이브하트 - Per Hallberg 수상

### 의상상
- 브레이브하트 - 찰스 노드 수상

### 분장상
- 조지 왕의 광기 - Lisa Westcott 수상

### 특수시각효과상
- 아폴로 13 - Robert Legato 수상

### 프로덕션디자인상
- 아폴로 13 - 마이클 코렌블리스 수상

### 외국어영화상
- 일 포스티노 - Mario Cecchi Gori 수상

### 단편애니메이션작품상
- 월레스와 그로밋 - 양털 도둑 - Carla Shelly 수상

### 단편영화작품상
- Asmaa Pirzada 수상

### 안소니 아스퀴스상
- 일 포스티노 - Luis Bacalov 수상

## 같이 보기
- 제68회 아카데미상
- 제21회 세자르상
- 제48회 미국 감독 조합상
- 제9회 유럽 영화상
- 제53회 골든 글로브상
- 제16회 골든 래즈베리상
- 제2회 미국 배우 조합상
- 제48회 미국 작가 조합상